# Porto de Pedras
Porto de Pedras este un oraș în statul Alagoas (AL) din Brazilia.